# Estação Guedes da Costa
Guedes da Costa era uma estação de trem do Rio de Janeiro.

## História e outro nome
A estação se chamava originalmente Bifurcação, pois daqui saía o ramal de Paracambi. Em 1914, quando foi construído o prédio novo, a estação já se chamava Carlos Guedes da Costa.
O nome homenageava Carlos Guedes da Costa, antigo chefe da via permanente.
Durante as chuvas de 1928, a estação sofreu alagamento no dia 24 de abril, devido ao transbordamento da represa da Light em Ribeirão das Lages.
Em junho de 1935, a estação foi fechada por causa da duplicação de linhas para o ramal de Paracambi.
A estação já foi demolida. No ponto de bifurcação da linha ainda existe uma ruína de plataforma da demolida estação de Guedes Costa, embaixo de uma torre de uma linha de transmissão remanescente da eletrificação da EFCB.
O posto atual da MRS não fica sobre onde era a estação.

## Dados
- Inauguração                - 12 de Julho de 1863
- Uso Atual                  - indefinido
- Construção do prédio atual - indefinido